# ایل مادون
ایل مادون (به لاتین: Il Madone) یک کوه در سوئیس است که در کانتون تیچینو واقع شده‌است. ایل مادون ۲٬۷۵۶ متر بالاتر از سطح دریا واقع شده‌است.